# Monopłetwa

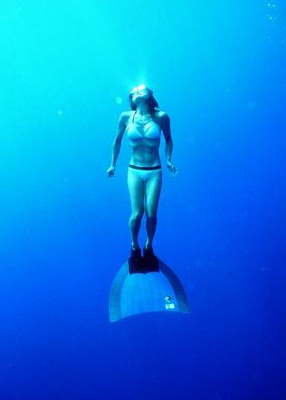
Monopłetwa

Monopłetwa – rodzaj płetwy pływackiej. W odróżnieniu od płetw tradycyjnych, ma jedną płaszczyznę mocowaną do obu stóp jednocześnie. Ma lepszą sprawność niż dwie płetwy, gdyż unika się zawirowań (turbulencji) wody w przestrzeni między płetwami. Ze względu na połączenie stóp, nie pozwala na wykonywanie ruchów nożycowych (kraulowych) nogami, pozwalając pływać jedynie „delfinem”. Pływak lub płetwonurek mający założoną monopłetwę nie może też chodzić. Z powyższych względów, a także dlatego, że opanowanie techniki „delfina” wymaga większej wprawy niż pływanie kraulem, monopłetwy są używane głównie przez osoby pływające wyczynowo. Stosuje się je we freedivingu i finswimmingu.
Monopłetwa pozwala na osiągnięcie prędkości rzędu 12 km/h, daje około 1/3 szybkości więcej w stosunku do normalnego pływania.